# Plaga Terran
Los terrans infestados son unidades del juego StarCraft, de Blizzard Entertainment, que es un juego de estrategia en tiempo real. Los terrans infestados o Plagados son unidades zerg humanas controladas por los zerg, cuyo único objetivo es el sacrificio para causar gran daño. 

## Resumen de la creación de terrans infectados
- En términos de juego: Cuando un centro de mando Terran es gravemente dañado, la unidad llamada Reina zerg puede usar su habilidad especial Plagar centro de mando terran para introducirse en él, y al cabo de unos segundos la estructura habrá pasado al mando de las fuerzas zerg, pudiendo fabricar en ella las unidades llamadas "terrans infestados", que atacan al enemigo haciéndose estallar a sí mismos.

- Características:

Puntos por disparo base: 500 del tipo expansivo
Caparazón:0
Energía:N/A
- Coste:

Minerales:100
Gas Vespeno:50
- Habilidades:

Madriguera
- En términos literarios: En ocasiones, en guerras contra Zerg, se puede ser testigo de una de sus más atroces y sangrientas habilidades: la plaga de centros de mando. Cuando este edificio es atacado, y la mayoría del personal interno de seguridad ha muerto, la horrible criatura conocida como reina zerg puede introducirse en él para sembrar el caos y la destrucción en su interior. Sin embargo, esta horripilante criatura no mata a todos los terrans que ve, sino que, para desgracia de sus víctimas, los absorbe y muta y éstos pasan a ser criaturas deformes que son llamadas Terrans Plagados. Estos soldados, se ven ahora convertidas en una retorcida masa de músculos y exoesqueleto que solo piensan en dar su vida por el enjambre y en sacrificarse por la Supermente.

En StarCraft II, en algunas misiones podemos ver 3 tipos de Plaga Terran: Terran Infestado (el común que se autodestruye), Soldado Infestado (Soldado infestado que va armado y dispara) y la Aberración (un terran infestado deforme y con un tamaño más grande que los otros e anteriores que ataca golpeándote).
- Datos: Q6077215